# アンドレ・タンネバーガー

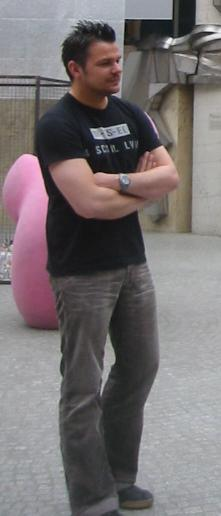
ATB in 2004

アンドレ・タンネバーガー (André Tanneberger, 1973年2月26日 - ) は、ドイツのDJ、ミュージシャン、プロデューサー。
名前の頭文字を取った ATB の名で有名で、イビザ系トランスを代表するアーティスト。

## 経歴
ダンスミュージックグループSequential Oneの中心として1993年から2002年まで活躍、そして1998年には ATB の名でソロプロジェクトを始め、1999年には最初のアルバム「Movin' Melodies」をリリースし人気を博す。また様々なボーカル、アーティストと共に活動し、多数のリミックスを生み出している。
2005年には過去のシングルなど20曲をまとめたアルバム「Seven Years: 1998-2005」をリリース、2007年にもアルバム「Trilogy」をリリースし、活躍を続けている。
2021年に「Breaking Me」で世界的ヒットを獲得したDJ、TopicとソングライターであるA7Sと共同でリリースしたシングル「Your Love (9PM)」がBillbordのグローバルランキングで20位にランクイン。

## ディスコグラフィー

### アルバム
- Movin' Melodies (1999年)
- Two Worlds (2000年)
- Dedicated (2002年)
- Addicted To Music (2003年)

- No Silence (2004年)
- Seven Years: 1998-2005 (2005年)
- Trilogy (2007年)
- Future Memories (2009年)
- Distant Earth (2011年)
- Contact (2014年)
- neXt (2017年)

### DJ-Mix
- The DJ - In The Mix (2003年)
- The DJ 2 - In The Mix (2004年)
- The DJ 3 - In The Mix (2006年)
- The DJ 4 - In The Mix (2007年)

### シングル
- 9 PM (Till I Come) (1998年)
- Don't Stop (1999年)
- The Fields Of Love (feat. York) (2000年)
- Let U Go (2001年)
- Hold You (2001年)
- I Don't Wanna Stop (2003年)
- Long Way Home (2003年)
- Sunset Girl / In Love With The DJ (2003年)
- Marrakech (2004年)
- Ecstasy (2004年)
- Here With Me / IntenCity (2004年)
- Believe In Me (2005年)
- Humanity (2005年)
- Let U Go (2005 Reworked) (2005年)
- Summer Rain (2006年)
- Renegade (with Heather Nova) (2007年)
- Feel Alive (2007年)
- Justify (2007年)
- Wrong Medication (2008年)
- What About Us / L.A. Nights (2009年)
- Could You Believe (2010年)
- Gold (Feat. Jansoon) (2011年)
- Never Give Up (2012年)
- In and out of Love (2012年)
- Flash X (2015年)
- Connected (2017年)
- Message out to You (Feat. Robbin & Jonnis) (2017年)
- Pages (2017年)
- Never Without You (2017年)
- BODY 2 BODY (2018年)
- Heartbeat (2019年)
- Your Love (9PM) (2021年)

### EP
- Killer - EP (1999年)
- The Summer - EP (2000年)
- You're Not Alone - EP (2002年)
- A New Life EP (2019年)